# Валєєва Зіля Рахим'янівна
Зіля Рахим'янівна Валєєва (15 жовтня 1952, Уфа) — державний діяч Республіки Татарстан і діяч культури Російської Федерації, кандидат філософських наук (2010).

## Біографія
1970-1980 рр. - кореспондент, завідувач відділом літератури та мистецтва республіканської молодіжної газети «Ленінець», м. Уфа.
1980-1982 рр. - кореспондент газети «Вечірня Казань», м. Казань.
1982-1990 рр. - кореспондент, завідувач відділом соціальних проблем газети «Радянська Татарія», м. Казань.
1990-1992 рр. - редактор відділу політики газети «Известия Татарстана», м. Казань.
1992-1995 рр. - перший заступник голови Верховної Ради Республіки Татарстан.
1995-1999 рр. - заступник голови Держради Республіки Татарстан.
1999-2001 рр. - міністр у справах друку, телерадіомовлення і засобів масових комунікацій Республіки Татарстан.
2001-2005 рр. - заступник прем'єр-міністра Республіки Татарстан.
2005-2011 рр. - заступник прем'єр-міністра - міністр культури Республіки Татарстан.
Березень 2011 - травень 2012 - заступник прем'єр-міністра Республіки Татарстан.
З 17 травня 2012 року - директор Державного історико-архітектурного і художнього музею-заповідника «Казанський Кремль».

## Політична позиція
У 2014 році підписала звернення діячів культури на підтримку дій Путіна в Україні та Криму.

## Нагороди
- Орден Дружби (2008);
- Медаль «У пам'ять 300-річчя Санкт-Петербурга» (2003);
- Медаль «У пам'ять 1000-річчя Казані» (2005);
- Лауреат Премії Уряду РФ в області культури (2009);
- Медаль «За доблесну працю»;
- Почесна грамота Республіки Татарстан (2002);
- Лист подяки Президента Республіки Татарстан (2007).